# Berufskolleg für Technik und Informatik
Das Berufskolleg für Technik und Informatik Neuss ist eine berufsbildende Schule des Rhein-Kreises Neuss mit fast 1250 Schülern. Das Berufskolleg für Technik und Informatik (Abkürzung: BTI) bietet Ausbildung in gewerblich-technischen Berufen und in der Informationstechnik an. Außerdem können Schüler am BTI alle allgemeinbildenden Schulabschlüsse vom Abschluss Sekundarstufe I bis zum Fachabitur erwerben. Darüber hinaus haben Berufstätige mit abgeschlossener Berufsausbildung hier die Möglichkeit eine Weiterbildung zum Techniker zu absolvieren.
Das BTI vereinigt mehrere Schulformen unter einem Dach: Im allgemeinbildenden Bereich Jugendliche ohne Ausbildung in Vollzeitform, die Berufsfachschule und die Höhere Berufsfachschule. Im beruflichen Bereich die Berufsschule des dualen Systems, die Berufsschule für Jugendliche ohne Ausbildung sowie im Weiterbildungsbereich die Fachschule in Abendform.

## Berufsfachschule
An der Berufsfachschule können Schüler in einem Jahr den Hauptschulabschluss nach Klasse 9 und 10 in einem der folgenden Berufsfelder erwerben:
- Metalltechnik,
- Farbtechnik und Raumgestaltung.

Des Weiteren können Schüler in einem Jahr die Fachoberschulreife (den mittleren Schulabschluss) und eine berufliche Grundbildung in einem der folgenden Berufsfelder erwerben:
- Elektrotechnik,
- Metalltechnik,
- Farbtechnik und Raumgestaltung.

## Höhere Berufsfachschule
An der zweijährigen Berufsfachschule haben Schüler die Möglichkeit, die Fachhochschulreife und berufliche Kenntnisse erwerben. Die schulische Ausbildung erfolgt jeweils in einem der folgenden Berufsfelder:
- Elektrotechnik mit Profil Informations- und Kommunikationstechnik,
- Elektrotechnik mit Profil Energie- und Automatisierungstechnik,
- Metalltechnik mit Profil Maschinen- und Automatisierungstechnik,
- Gestaltung.

## Fachoberschule für Technik
Parallel zur Technikerausbildung ermöglicht das Berufskolleg durch einen Zusatzkurs die Fachhochschulreife am Ende der Weiterbildung zum den Staatlich geprüfte Technikerin/staatlich geprüfter Techniker (Bachelor Professional in Technik) im Rahmen einer zusätzlichen Prüfung zu erwerben.

## Berufsschule des dualen Systems
Das BTI bietet in Zusammenarbeit mit den Ausbildungsbetrieben verschiedene Ausbildungsberufe des dualen Systems an. Dies sind im gewerblich-technischen Bereich:
- Elektroniker für Energie- und Gebäudetechnik,
- Elektroniker in Betriebstechnik,
- Anlagenmechaniker für Sanitär-, Heizungs- und Klimatechnik,
- Maler und Lackierer,
- Bauten- und Objektbeschichter,
- Tischler.

Im Bereich der Informationstechnik werden die folgenden Ausbildungsberufe angeboten:
- Fachinformatiker Anwendungsentwicklung,
- Fachinformatiker Systemintegration.

## Berufsschule für Jugendliche ohne Ausbildungsverhältnis
Das BTI bietet Jugendlichen, die keine Ausbildungsstelle haben, die Möglichkeit, im Rahmen eines Berufsorientierungsjahrs oder Werkstattjahrs berufliche Erfahrungen zu sammeln. Wenn die Jugendlichen noch keinen Schulabschluss aufweisen, können sie gleichzeitig den Hauptschulabschluss nachholen. Dies ist in einer einjährigen Vollzeitform möglich. Alternativ kann man über einen externen Bildungsträger seine Schulpflicht (als Teilzeitform) im Bereich Metall antreten.

## Fachschule für Technik
Das Berufskolleg bietet Berufstätige mit abgeschlossener Berufsausbildung sowie ab dem 3. Ausbildungsjahr Auszubildende die Möglichkeit parallel zu ihrer Arbeit bzw. Berufsausbildung den Staatlich geprüfte Technikerin/staatlich geprüfter Techniker (Bachelor Professional in Technik) an. Dies wird in einem der folgenden Berufsfelder erworben:
- Elektrotechnik,
- Maschinenbautechnik.

. Dazu besuchen sie vier Jahre lang an zwei bis drei Abenden in der Woche die Abendschule.

## Zusätzliche Qualifikationen
In dualen Bildungsgängen können Schüler zusätzliche Qualifikationen erwerben. Dies reicht von der Zertifizierung in IT-Kenntnissen beim staatlichen EDV Führerschein bis hin zu Multimedia- und Filmproduktionen.